# Isdromas flavolineatus
Isdromas flavolineatus är en stekelart som först beskrevs av Cameron 1903.  Isdromas flavolineatus ingår i släktet Isdromas och familjen brokparasitsteklar. Inga underarter finns listade i Catalogue of Life.